# Região Administrativa Integrada de Desenvolvimento do Polo Petrolina e Juazeiro
A Região Administrativa Integrada de Desenvolvimento do Polo Petrolina e Juazeiro é uma região integrada de desenvolvimento econômico, criada pela Lei Complementar nº 113, de 19 de setembro de 2001, e atualmente regulamentada pelo Decreto nº 10.296, de 6 de março de 2020.
Ela engloba mais de 700 mil habitantes numa área com cerca de 35 mil quilômetros quadrados. É constituída pelos municípios de Lagoa Grande, Orocó, Petrolina e Santa Maria da Boa Vista, no estado de Pernambuco, e pelos municípios de Casa Nova, Curaçá, Juazeiro e Sobradinho, no estado da Bahia. Esses municípios encontram-se localizados no vale do São Francisco, no curso baixo-médio do rio São Francisco, que interliga o Nordeste e Sudeste fluvialmente, o que coloca a RIDE numa posição estratégica nacionalmente e central no Nordeste, o que motiva o Projeto Plataforma Logística do São Francisco.
Apesar do rio separá-las fisicamente, Juazeiro e Petrolina são cidades conurbadas e estão ligadas pela ponte Presidente Dutra.

## Municípios
Desde a criação, são oito municípios integrantes da RIDE, quatro em cada estado (metade na Bahia, metade em Pernambuco). A tabela abaixo apresenta alguns indicadores sobre eles e o resultante para a RIDE inteira. A tabela está a princípio organizada em função do tamanho populacional, mas ela é ordenável sob o critério de qualquer outra coluna.
| Município                | Estado | Legislação   | Área (km²) | População (2022) | IDH (2010) | PIB (em R$ mil) (2018) |
| ------------------------ | ------ | ------------ | ---------- | ---------------- | ---------- | ---------------------- |
| Petrolina                | PE     | LCF 113/2001 | 4 558,537  | 386 786          | 0,697      | 6.686.658,33           |
| Juazeiro                 | BA     | LCF 113/2001 | 6 389,623  | 235 816          | 0,677      | 4.095.393,84           |
| Sobradinho               | BA     | LCF 113/2001 | 1 322,661  | 25 475           | 0,631      | 691.837,71             |
| Casa Nova                | BA     | LCF 113/2001 | 9 657,505  | 72 085           | 0,570      | 690.273,67             |
| Santa Maria da Boa Vista | PE     | LCF 113/2001 | 3 001,168  | 40 578           | 0,590      | 660.076,03             |
| Lagoa Grande             | PE     | LCF 113/2001 | 1 852,186  | 24 088           | 0,581      | 320.825,78             |
| Curaçá                   | BA     | LCF 113/2001 | 6 442,190  | 34 180           | 0,597      | 317.754,63             |
| Orocó                    | PE     | LCF 113/2001 | 554,752    | 13 613           | 0,610      | 173.757,57             |
| Total                    | Total  | LCF 113/2001 | 35 436,857 | 832 621          | 0,618      | 13.636.577,56          |

## Vale do São Francisco
O vale do rio São Francisco é um polo de desenvolvimento tecnológico da fruticultura irrigada, implantado pela Companhia de Desenvolvimento dos Vales do São Francisco e do Parnaíba (Codevasf) e iniciativa privada, com apoio da Empresa Brasileira de Pesquisa Agropecuária (Embrapa). Também há o crescimento do ensino superior público na região, simbolizado pela Universidade Federal do Vale do São Francisco, Universidade do Estado da Bahia e Universidade de Pernambuco, além do Instituto Federal do Sertão Pernambucano, em Petrolina, e do Instituto Federal da Bahia, em Juazeiro.
Recentemente, a região tornou-se o segundo polo vitivinicultor do Brasil, com produção anual de 7 milhões de litros de vinho (15% da produção nacional), sendo 30% de vinhos finos, premiados nacional e internacionalmente, produzidos nas oito vinícolas instaladas em nos municípios pernambucanos de Lagoa Grande e Santa Maria da Boa Vista e em Casa Nova, na Bahia. Além da produção arroz com a irrigação em Curaçá, na Bahia.
A região dispõe da infraestrutura do Aeroporto Internacional de Petrolina; da hidrovia do São Francisco, com o Lago de Sobradinho, o maior lago artificial do mundo; de eclusas na Barragem de Sobradinho; de ligação rodoviária com as principais capitais do Nordeste; e de uma termelétrica com capacidade para geração 138 megawatts de energia.